# Juara
Juara is een gemeente in de Braziliaanse deelstaat Mato Grosso. De gemeente telt 33.246 inwoners (schatting 2009).
De gemeente grenst aan Tabaporã, Novo Horizonte do Norte, Porto dos Gaúchos, Nova Maringá, Brasnorte, Castanheira, Juruena, Nova Monte verde, Nova Bandeirantes en Alta Floresta.